# Просвещение (издательство, Санкт-Петербург)
Книгоизда́тельское това́рищество «Просвеще́ние» — российское издательство, основанное в Санкт-Петербурге в 1896 году Натаном Сергеевичем Цейтлиным совместно с германским книгоиздательским товариществом «Библиографический институт» в Лейпциге. Издательство располагалось по адресу: Невский проспект, дом 50, книжный склад — на Забалканском проспекте, дом 75 (ныне Московский проспект, дом 91). Издательство имело обширную сеть книжных магазинов в Европейской части России и на Кавказе.
Издательство выпускало множество книг по естествознанию, технике, литературе, истории и прочим отраслям знаний. «Просвещение» выпустило множество научно-популярных изданий в переводе с немецкого языка, в том числе «Жизнь животных» А. Брема, «Человек» И. Ранке, «Народоведение» Ф. Ратцеля, «История Земли» М. Неймайра, «Мироздание» М. В. Мейера, вошедшие в серию «Вся природа». Издательством выпускалась серия «Всемирная библиотека», в которую вошли полные собрания сочинений А. С. Пушкина, М. Ю. Лермонтова, Н. В. Гоголя, Ч. Диккенса, Э. Золя, Ги де Мопассана и других авторов. С 1900 года по 1907 год издательством была выпущена и переиздана «Большая энциклопедия» под редакцией Южакова. Помимо перечисленных серий издательство выпустило серию книг, посвящённую искусству, серию «Библиотека „Просвещения“», серию «Современная библиотека». В общей сложности за время работы издательства было выпущено более 500 наименований книг. Свою деятельность издательство прекратило в 1922 году.